# Théorème de Glivenko-Cantelli
Pour les articles homonymes, voir Cantelli.
En théorie des probabilités, le théorème de Glivenko-Cantelli, communément appelé « théorème fondamental de la statistique » exprime dans quelle mesure une loi de probabilité peut être révélée par la connaissance d'un (grand) échantillon de ladite loi de probabilité.

## Notations
Soit {\displaystyle X_{1},\ldots ,X_{n}} un échantillon de variables aléatoires réelles i.i.d. définies sur un espace de probabilité {\displaystyle (\Omega ,{\mathcal {A}},\mathbb {P} )} avec pour fonction de répartition commune {\displaystyle F}.
Le théorème de Glivenko-Cantelli énonce la convergence uniforme presque partout de la fonction de répartition empirique {\displaystyle F_{n}} vers {\displaystyle F}. Il entraîne donc de plus la convergence en loi de {\displaystyle \mu _{n}} vers la loi de probabilité {\displaystyle \mu } correspondant dont la fonction de répartition est {\displaystyle F}, une loi de probabilité étant caractérisée par sa fonction de répartition.

## Énoncé
Théorème — Soient {\displaystyle (\Omega ,{\mathcal {A}},\mathbb {P} )} un espace probabilisé. Soient {\displaystyle X_{1},\dots ,X_{n},\dots } des variables aléatoires indépendantes et uniformément distribuées de même fonction de répartition {\displaystyle F}. Pour {\displaystyle \omega \in \Omega }, on appelle {\displaystyle F_{n}(\cdot ,\omega )} la fonction de répartition empirique de l’échantillon {\displaystyle X_{1}(\omega ),\dots ,X_{n}(\omega )}.
{\displaystyle \mathbb {P} }-presque sûrement, la fonction de répartition empirique {\displaystyle F_{n}} converge uniformément vers la fonction de répartition {\displaystyle F}, ou bien, de manière équivalente :  
La fonction de répartition peut s'écrire comme une moyenne de variables aléatoires de Bernoulli, i.e.
Puisque ces variables sont de moyenne {\displaystyle F(x)}, la loi forte des grands nombres implique que
mais il n'en découle pas nécessairement que
puisqu'une intersection non dénombrable d'ensembles de probabilité 1 (ensembles presque sûrs) n'est pas nécessairement de probabilité 1. Cette intersection serait-elle de probabilité 1 qu'on n'aurait alors prouvé que la convergence simple, au lieu de la convergence uniforme énoncée par le théorème de Glivenko-Cantelli.
Le théorème de Donsker et l'inégalité DKW précisent le théorème de Glivenko-Cantelli en donnant des indications sur la rapidité de convergence, qui est de l'ordre de {\displaystyle 1/{\sqrt {n}}.}

## Démonstration
Cette preuve utilise le deuxième théorème de Dini. Pour une preuve combinatoire faisant intervenir des inégalités de concentration, voir la preuve des classes de Glivenko-Cantelli. La loi forte des grands nombres nous assure que pour tout {\displaystyle x\in \mathbb {R} ,F_{n}(x)} converge presque-sûrement vers {\displaystyle F(x)} et de plus {\displaystyle F_{n}} est croissante pour tout {\displaystyle n\in \mathbb {N} ^{*}}. Néanmoins quelques problèmes se posent pour appliquer ce théorème :
- La fonction de répartition {\displaystyle F} n'est pas nécessairement continue ;
- La convergence n'a pas lieu sur un segment ;
- La loi forte des grands nombres nous donne une convergence sur un ensemble qui dépend de {\displaystyle x\in \mathbb {R} }, i.e. {\displaystyle \forall x\in \mathbb {R} ,\exists A_{x}\in {\mathcal {A}}\ {\textrm {t.q.}}\ \mathbb {P} (A_{x})=1\ \mathrm {et} \ \forall \omega \in A_{x},\lim _{n\to +\infty }F_{n}(x,\omega )=F(x).} Pour pouvoir appliquer le second théorème de Dini, il faudrait que {\displaystyle \exists A\in {\mathcal {A}}\ \mathrm {t.q.} \ \mathbb {P} (A)=1\ \mathrm {et} \ \forall x\in \mathbb {R} ,\forall \omega \in {\mathcal {A}},\lim _{n\to +\infty }F_{n}(x,\omega )=F_{n}(x).}

On résout les deux premiers points avec l'inverse généralisée de la fonction de répartition (appelée aussi fonction de quantile) {\displaystyle F^{\leftarrow }} et le troisième grâce à la séparabilité de {\displaystyle \mathbb {R} } (i.e. {\displaystyle \mathbb {R} } admet un sous-ensemble dense et au plus dénombrable comme {\displaystyle \mathbb {Q} }).
Soient {\displaystyle U_{1},\dots ,U_{n}} des variables i.i.d. uniformes sur {\displaystyle [0,1]} alors la fonction de répartition inverse vérifie la propriété {\displaystyle X_{i}\ {\overset {\mathcal {L}}{=}}\ F^{\leftarrow }(U_{i})}. Alors

Il suffit donc de montrer que le théorème de Glivenko-Cantelli est vrai dans le cas de variables aléatoires uniformes sur {\displaystyle [0,1]}. Grâce à la loi forte des grands nombres, on a que :  
 Il faut donc trouver un ensemble {\displaystyle A} de mesure pleine qui soit uniforme pour tous les {\displaystyle s\in [0,1]}. Comme {\displaystyle \mathbb {Q} } est dénombrable et que l'intersection dénombrable d'ensembles de mesure pleine étant de mesure pleine, on en déduit que : 
 Montrons que la propriété reste vraie pour tout {\displaystyle s\in [0,1]} : soit {\displaystyle s\in [0,1]} et {\displaystyle \omega \in A} alors on se donne une suite croissante {\displaystyle (s_{n})_{n\in \mathbb {N} }} et décroissante {\displaystyle (t_{n})_{n\in \mathbb {N} }} appartenant à {\displaystyle [0,1]\cap \mathbb {Q} } et de limite {\displaystyle s}. Alors pour {\displaystyle l} fixé et {\displaystyle n\geq 1} : 
 d'où, en faisant tendre {\displaystyle n\to +\infty }, 
 et on conclut en faisant tendre {\displaystyle l\to +\infty }. 

On a donc montré que 
 sur {\displaystyle [0,1]}. La convergence est uniforme par le deuxième théorème de Dini.

## Généralisation
On pose {\displaystyle X_{1},\dots ,X_{n}} des variables i.i.d. à valeurs dans un espace {\displaystyle {\mathcal {X}}} de loi {\displaystyle P=\mathbb {P} ^{X}} et {\displaystyle {\mathcal {F}}} une classe de fonctions définies sur {\displaystyle {\mathcal {X}}} à valeurs réelles. La classe {\displaystyle {\mathcal {F}}} est appelée classe de Glivenko-Cantelli si elle vérifie 
 avec {\displaystyle P_{n}} la mesure empirique définie par {\displaystyle P_{n}(f)={\frac {1}{n}}\sum _{i=1}^{n}f(X_{i})} et {\displaystyle P(f)=\mathbb {E} [f(X_{1})]}. Le théorème de Glivenko-Cantelli revient donc à dire que la classe des fonctions indicatrices {\displaystyle {\mathcal {F}}=\{x\mapsto \mathbf {1} _{\{x\leq t\}}:t\in \mathbb {R} \}} est une classe de Glivenko-Cantelli.